# カリフォルニア大学アーバイン校

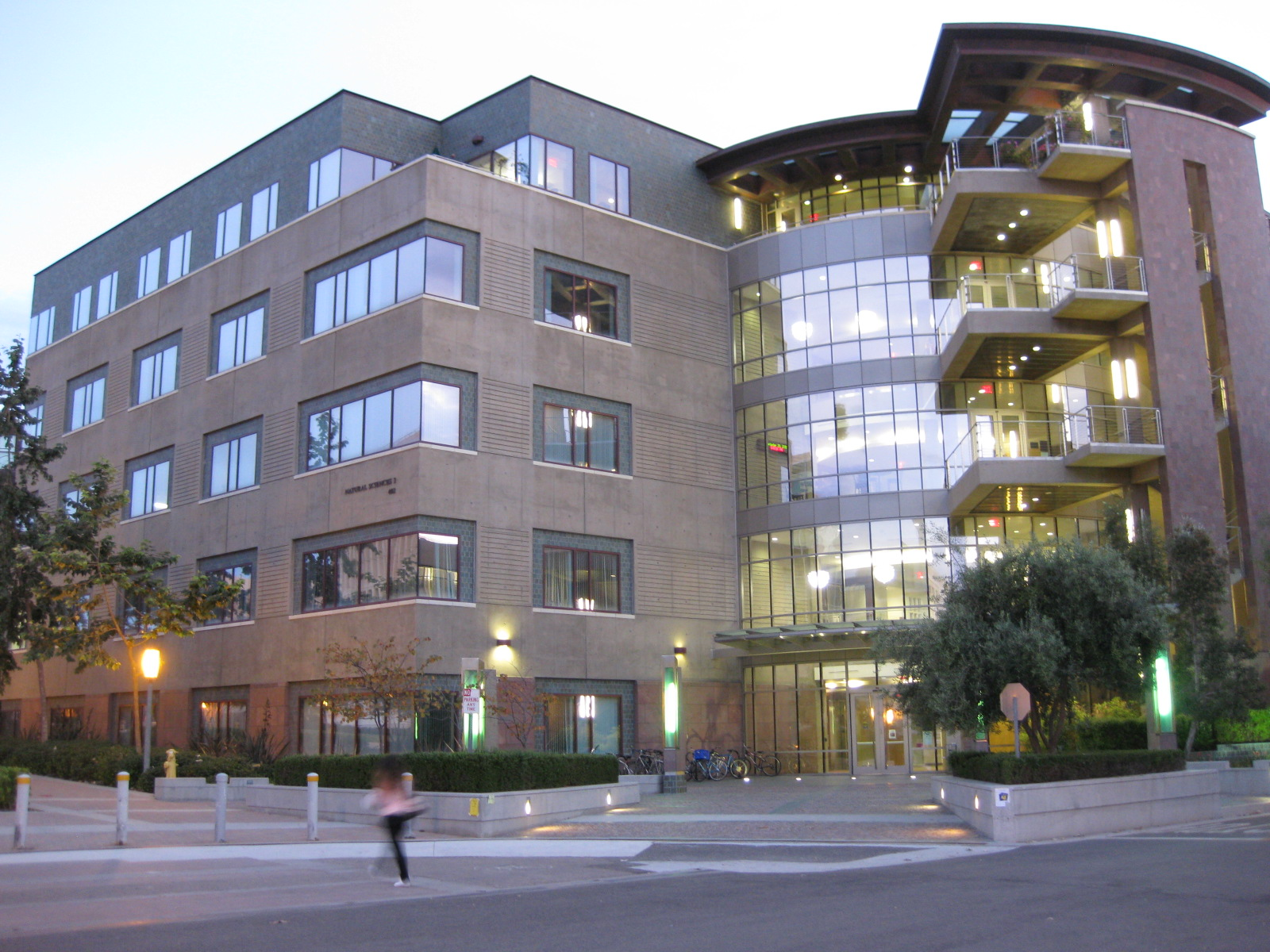
Natural Sciences II, Samueli School of Engineering

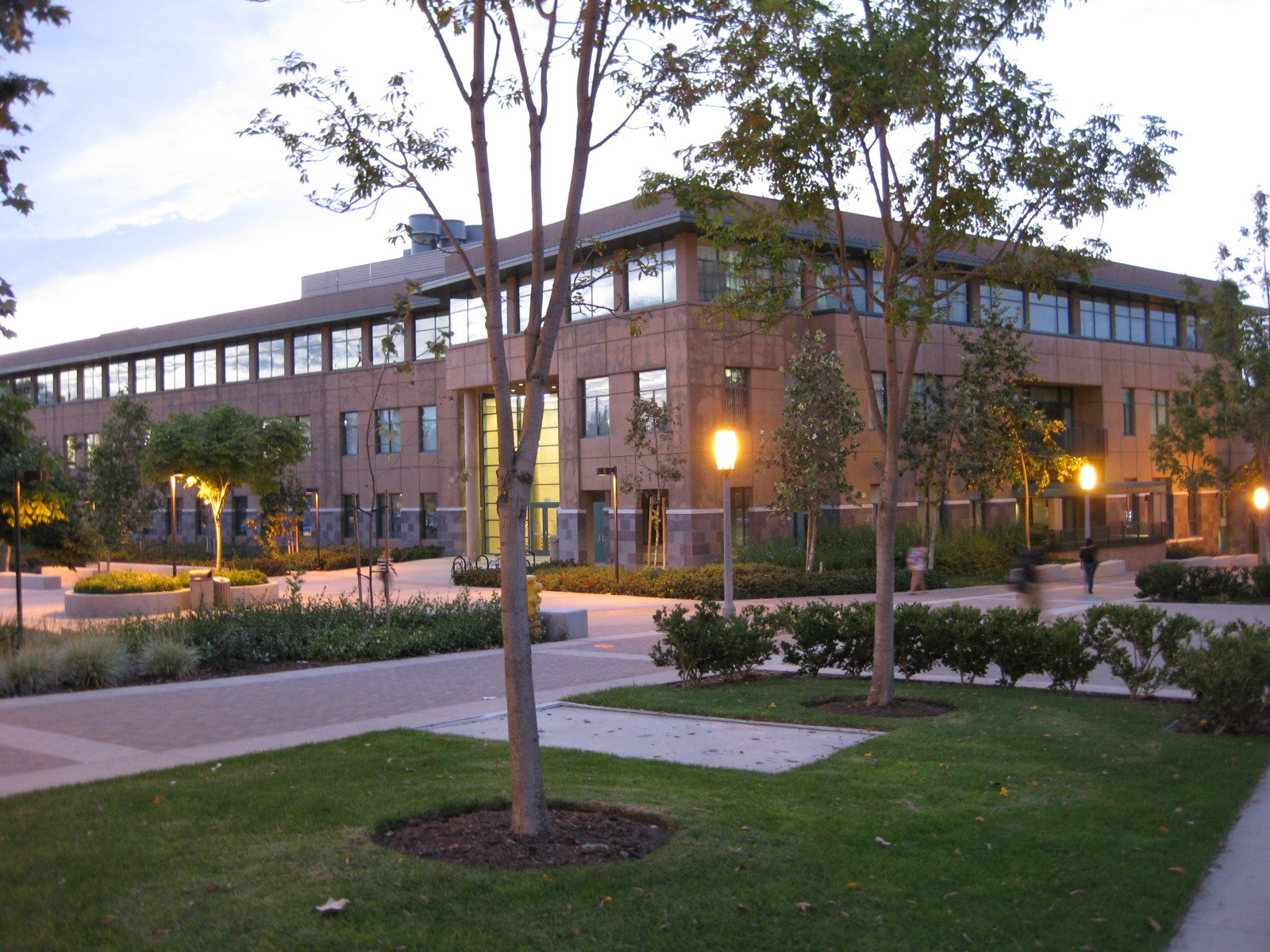
School of Biological Sciences

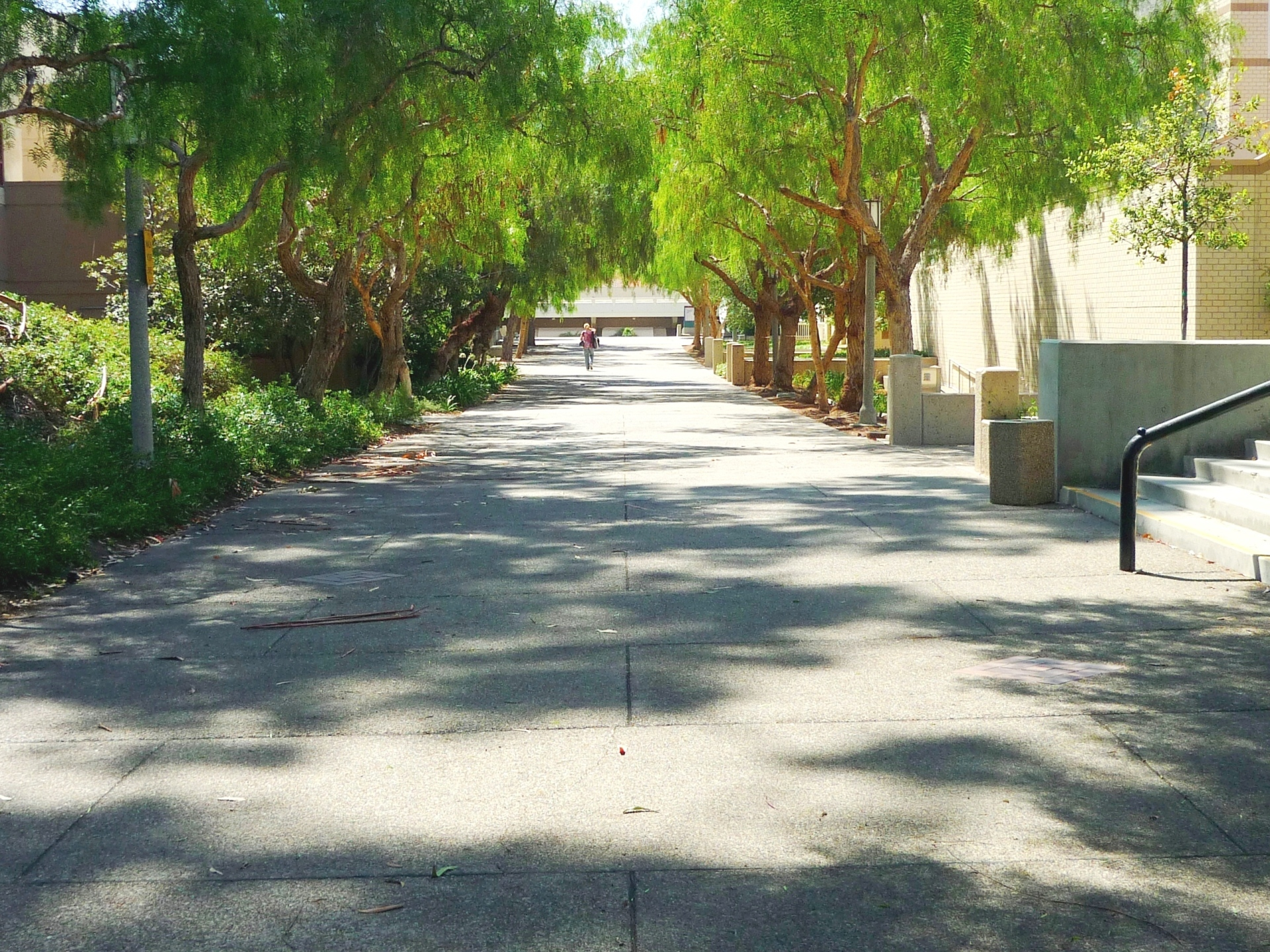
Green Pathway to Paul Merage School of Business(経営大学院)

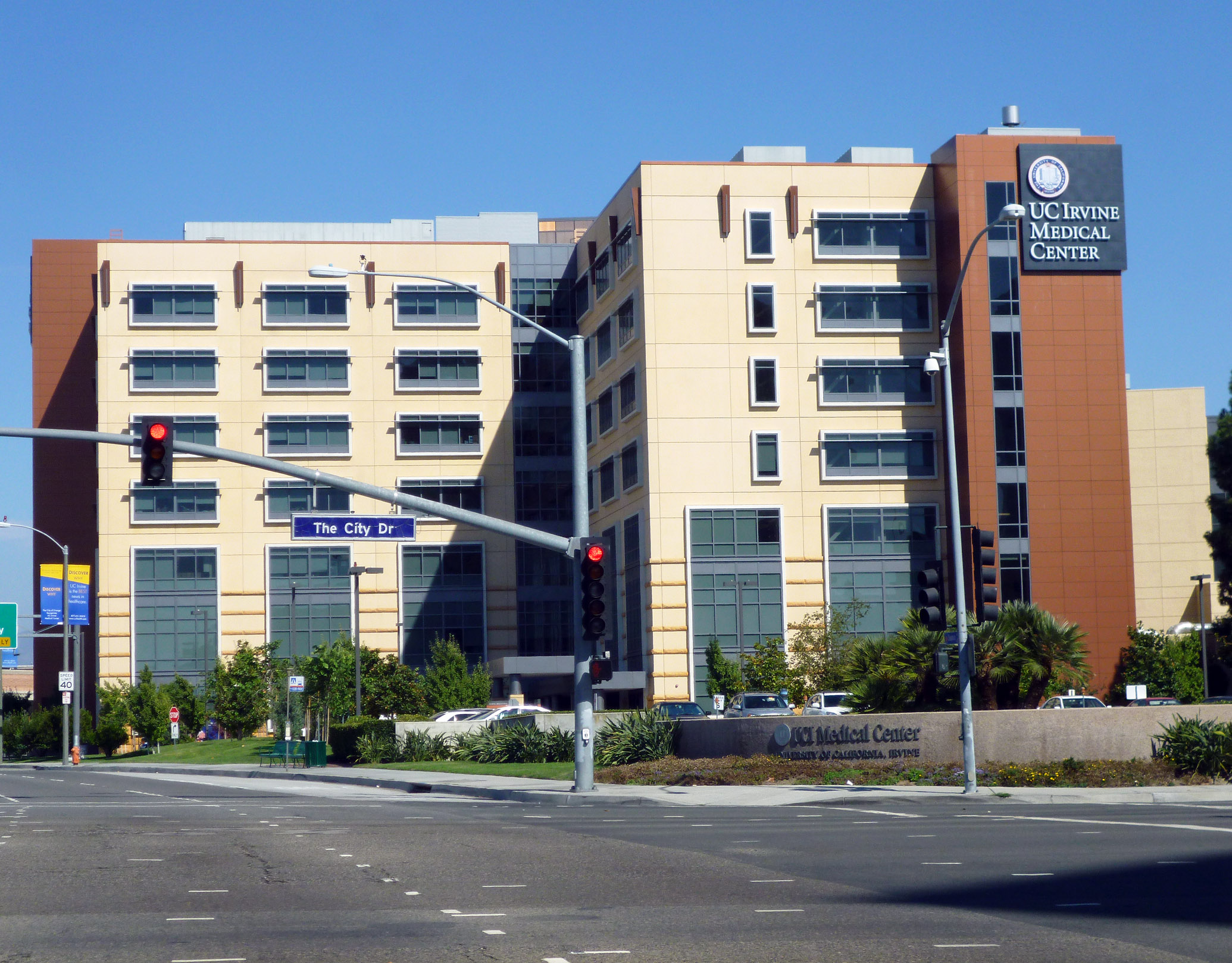
UCI Medical Center

カリフォルニア大学アーバイン校（カリフォルニアだいがくアーバインこう、英語: University of California, Irvine）は、カリフォルニア州アーバイン市に本部を置くアメリカ合衆国の州立大学。1965年創立、1965年大学設置。大学の略称はUCアーバイン/UCI。 
カリフォルニア大学（UC）システムに属し、米国東海岸の名門私立大学連盟であるアイビーリーグと並び、高い水準の教育を受けることができる名門公立大学群パブリック・アイビーのひとつ。南カリフォルニアに位置するテックコーストの中でも、主にコンピュータ産業が集まる地域にある。3名の教職員がこの大学における研究でノーベル賞を受賞している。また、経営大学院であるポール・メラージ・スクール・オブ・ビジネスは、全米TOP40前後となっている。

## 概要

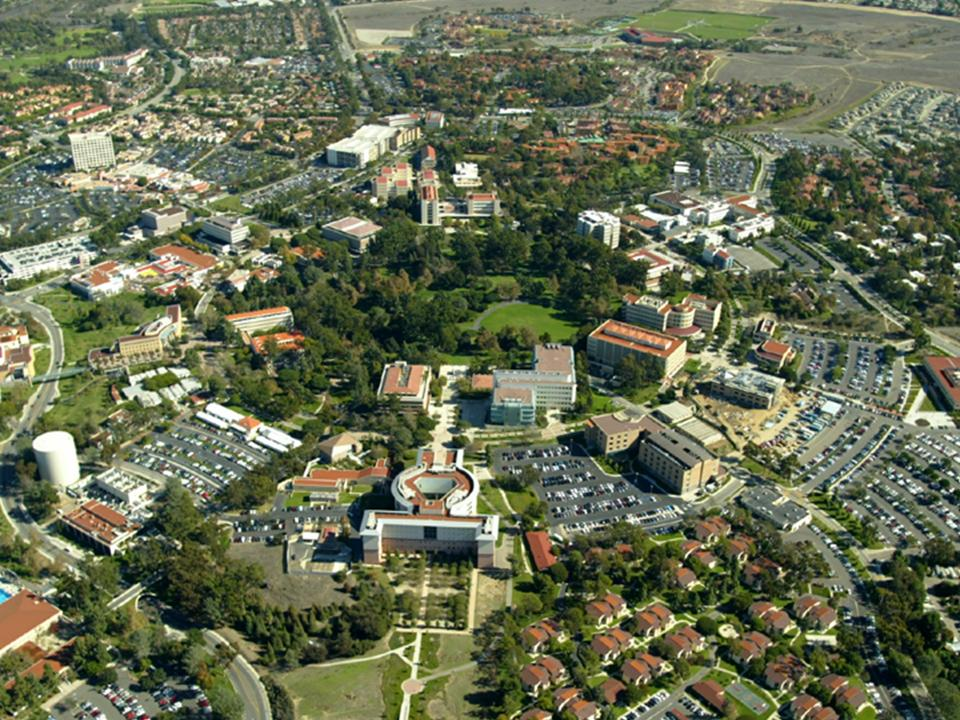
UCI特有である、"Aldrich Park"「アードリッチ緑地公園」を中心とした円形構造。

大学の校地は、アーバイン・カンパニーが所有していた広大な農地がもととなっている。20世紀中盤、カリフォルニア大学を誘致するため、1000エーカー以上の土地を提供するという開発計画が立てられた。1965年、アーバイン校が創立される。その後もカンパニーによる開発で大学周辺は学園都市として発展していき、1971年にはアーバイン市が設立された。現在、同大学はこの町のシンボルになっている。
大学施設は緑地公園のアードリッチパークを中心に放射状に置かれており、敷地も広大。
現在の学生数は3万人程。2023年度のU.S.News誌の総合大学ランキングでは全米34位、公立大学ランキングでは8位となっている。
過去3名の教職員が同大学における研究でノーベル賞を受賞し、他に4名のノーベル賞受賞者が教鞭を執っていたこともある。また、7名のピューリッツァー賞受賞者も輩出している。
スポーツにも盛んに取り組んでおり、バスケットボールや野球など23種の競技で全米大学体育協会（NCAA）主催の大会等に参加している。同大会では団体種目で国内チャンピオンシップを28回獲得。これまでに53名のオリンピック選手が同校に在籍しており、中には金メダル獲得者を含むメダリスト達もいる。
大学構内の校舎の多くは、建築家であるフランク・ゲーリー、ウィリアム・ペレイラなどを筆頭に、ブルータリズム、モダニズム、ポストモダン、フューチャリズム等の思想に基づいてデザイン・建造され、その風格は『猿の惑星』、『ポルターガイスト』、『オーシャンズ11』などといったハリウッド映画やテレビドラマの撮影に頻繁に使用されている。
学校のマスコットはアリクイのピーター。モットーはラテン語で、カリフォルニア大学共通の"Fiat Lux"、英訳で"Let There Be Light"「そこに光あれ」の意である。

## 教育および研究

### 組織
学部にあたるものは、専門教育から大学院まで、由来する学術別に個々の"Academic Unit"という機関にまとめられており、一般にはスクール (School) と呼ばれる（他、College、Departmentなど）。"School of..."（スクール・オブ）に続き、その学術名が表記されている。また、スクールには人名が前記されているものがあり、これらは主な寄付者に対する謝意で、その寄付者の名を元につけられている。 また、オレンジ市にある大学病院をはじめ、オレンジ郡各域に医療施設を有しており、これらの病院は米国でのランク付けも高く、高水準な医療サービスを提供している。

#### スクール

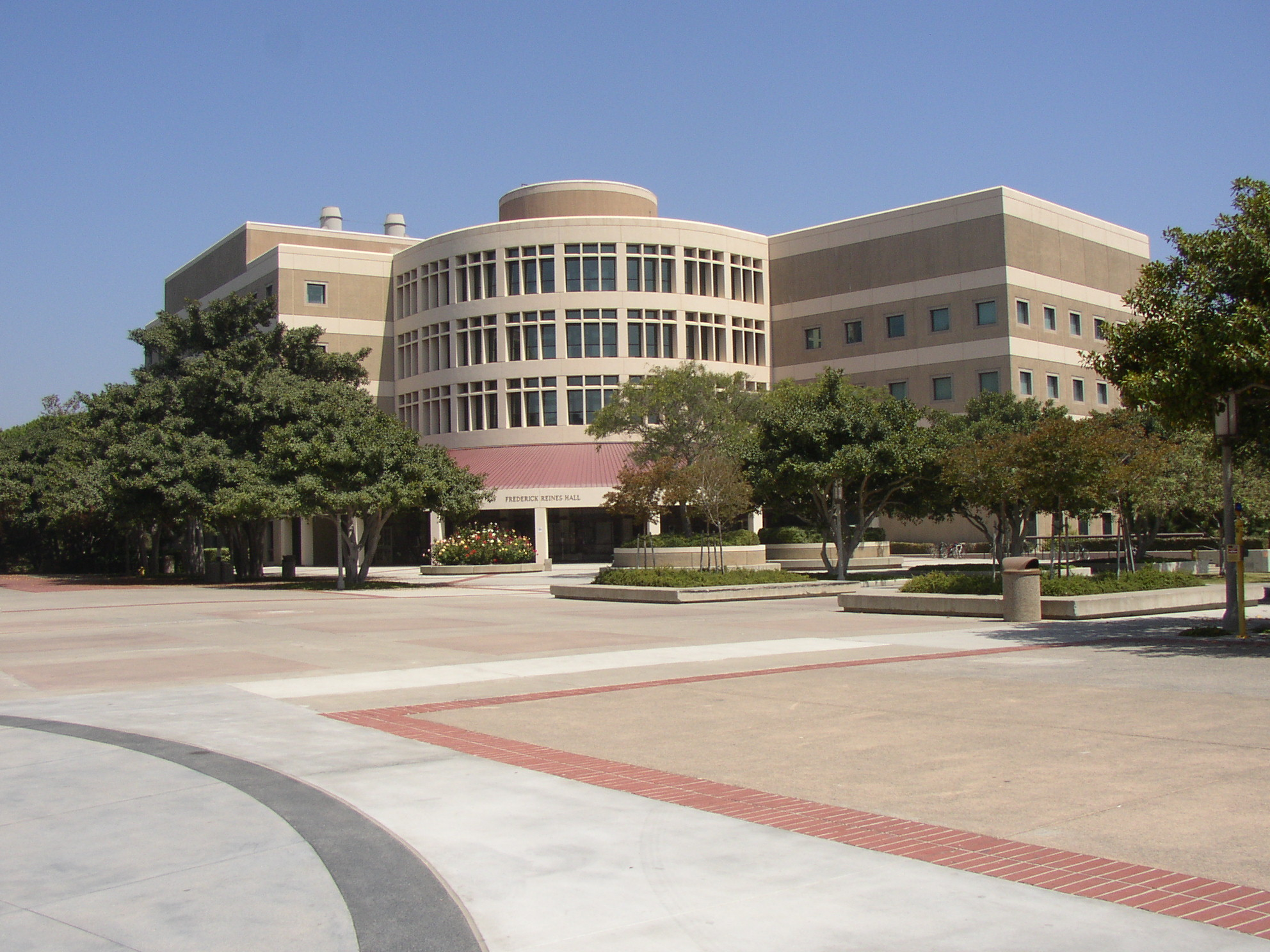
ノーベル賞受賞者であるフレデリック・ライネスにちなんで名づけられたライネスホール。（理学部）

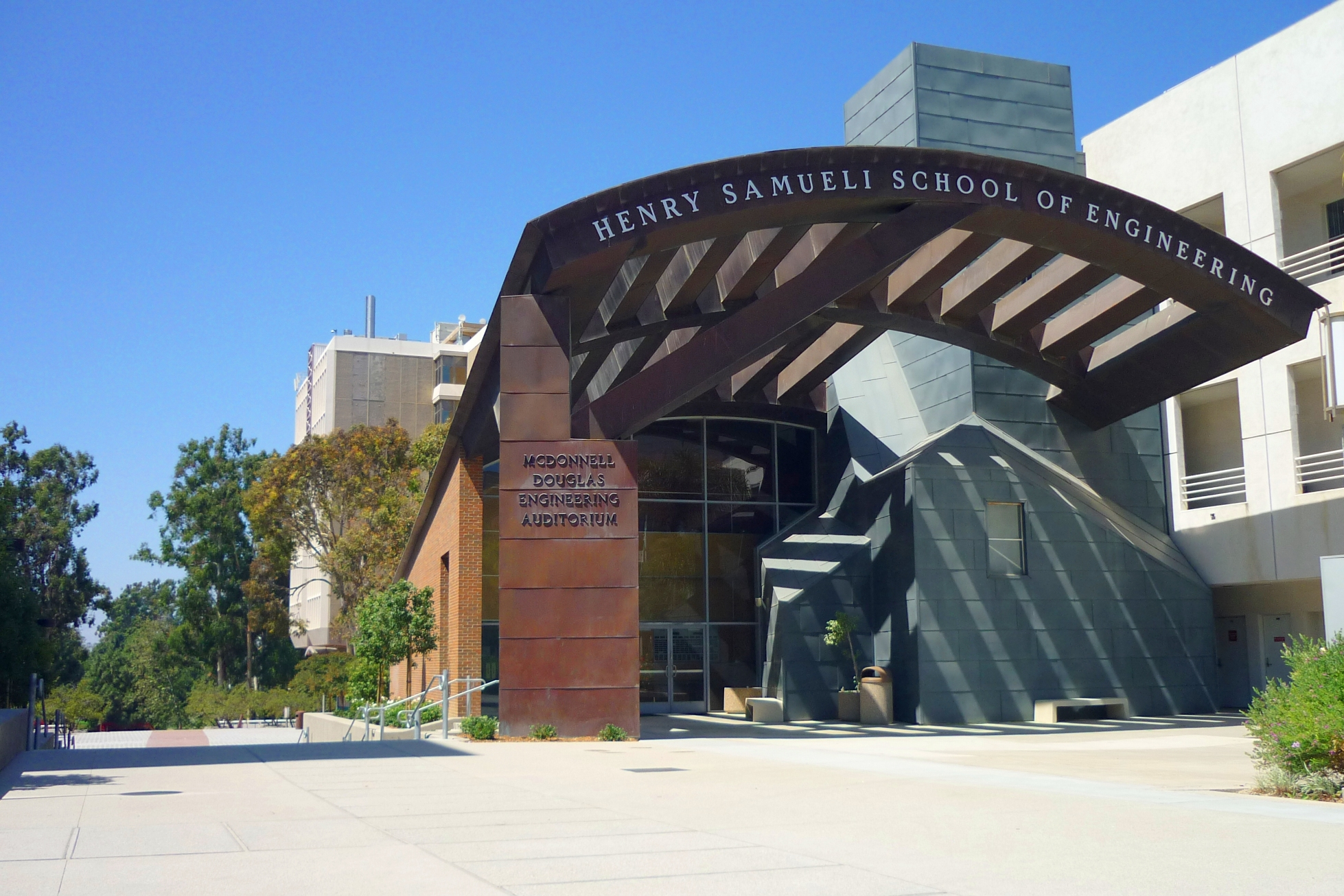
工学部

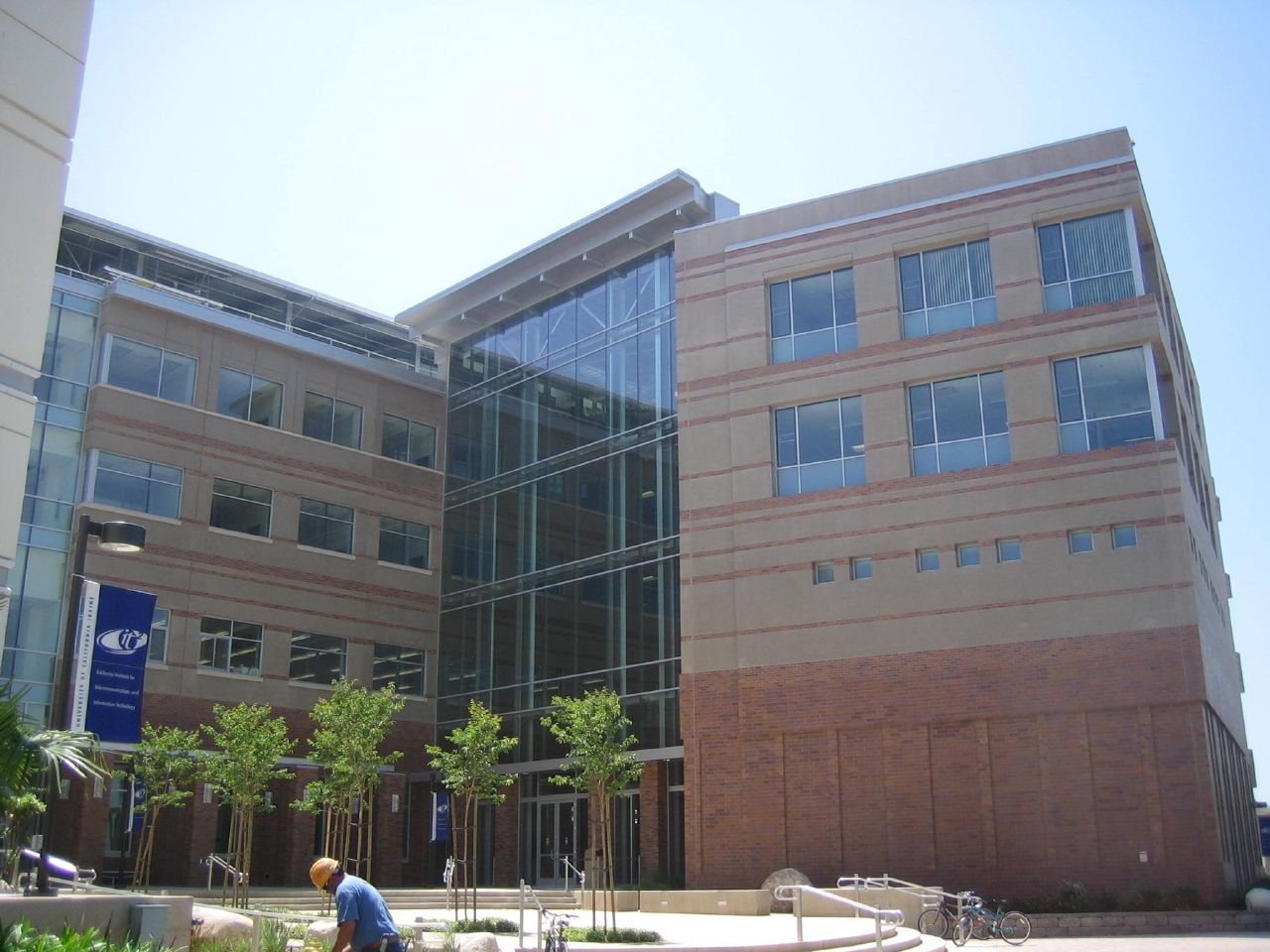
カリフォルニア通信情報機構（Calit2）

- Claire Trevor School of the Arts （芸術学） 寄付者：クレア・トレヴァー
- School of Biological Sciences （生物学）
- The Paul Merage School of Business （経営学） 寄付者：ポール・メラージ
- Department of Education （教育学）
- The Henry Samueli School of Engineering （工学） 寄付者：ヘンリ・サミュエリ
- College of Health Sciences （薬学・看護学）
- School of Humanities （文学）
- Donald Bren School of Information and Computer Sciences （情報学と計算機科学） 寄付者：ドナルド・ブレン
- School of Law （法学）
- School of Medicine （医学）
- School of Physical Sciences （理学）
- School of Social Ecology （社会学）
- School of Social Sciences （社会科学）

#### 研究機関・施設
- AirUCI Environmental Molecular Sciences Institute (大気環境化学）
- Beckman Laser Institute （レーザー）
- California Institute for Telecommunications and Information Technology (Calit2) （情報コミュニケーション技術）
- Cancer Research Institute （癌研究）
- Center for Asian Studies （アジアに関する研究）
- Center for Diabetes Research and Treatment （糖尿病治療）
- Center for Embedded Computer Systems （コンピューター組み込みシステム）
- Center for Ethnography (民族誌）
- Center for Hearing Research （聴覚に関する研究）
- Center for Immunology （免疫学）
- Center in Law, Society and Culture （法・社会・文化）
- Center for Learning through the Arts （芸術と教育）
- Center for the Neurobiology of Learning and Memory （学習と記憶に関する神経学）
  - MuSICA: The Music and Science Information Computer Archive
- Center for Organizational Research （組織社会に関する研究）
- Center for Pervasive Communications and Computing （ユビキタスコンピューティング）
- Center for Research on Immigration, Population and Public Policy （移民・移住の政策に関する研究）
- Center for Research on Latinos in a Global Society （ラテン系民族とグローバル社会）
- Center for Research on Information Technology and Organizations （情報技術と組織）
- Center for the Study of Democracy （民主主義に関する研究）
- Center for Tissue Engineering and Regenerative Medicine （細胞組織と再生）
- Center for Unconventional Security Affairs （非慣習性新型セキュリティー）
- Center for Virus Research （ウイルスに関する研究）
- Chao Family Comprehensive Cancer Center （チャオ家癌センター）
- Critical Theory Institute （決定理論）
- Developmental Biology Center （発達に関する生物学）
- Epilepsy Research Center （てんかん研究）
- General Clinical Research Center （一般臨床研究）
- Genetic Epidemiology Research Institute （遺伝性疫学）
- Global Peace and Conflict Studies （国際和平（英語版）と紛争）
- Institute for Brain Aging and Dementia （脳の老化と痴呆症）
- Institute for Genomics and Bioinformatics （ゲノミクスと生物情報学）
- Institute of Geophysics and Planetary Physics （地球・天文物理学）
  - Center for Global Environmental Change Research
- Institute for Mathematical Behavioral Sciences （数理行動科学）
- Institute for Software Research （ソフトウェア研究）
- Institute for Surface and Interface Science （表面と接点に関する研究）
- Institute of Transportation Studies （物流研究）
- Intercampus Research Program on Experimental Evolution （キャンパス間相互の実験的進化研究プログラム）
- International Center for Writing and Translation （国際翻訳文学センター）
- Irvine Research Unit in Health Policy and Research （健康政策に関する研究ユニット）
- National Fuel Cell Research Center （国立燃料電池研究センター）
- Newkirk Center for Science and Society （科学と社会）
- Reeve-Irvine Research Center （脊髄再生に関する研究）
- Thesaurus Linguae Graecae （古ギリシャ語研究）
- Tu & Yuen Center for Functional Onco-Imaging （核磁気共鳴画像法、断層撮影法等の応用研究）
- UCI Interdisciplinary Center for the Scientific Study of Ethics and Morality （道徳理論のための相互学術センター）
- University of California Humanities Research Institute （人文学に関する研究）
- Urban Water Research Center （都市における水資源）

#### 付属機関、その他主な施設

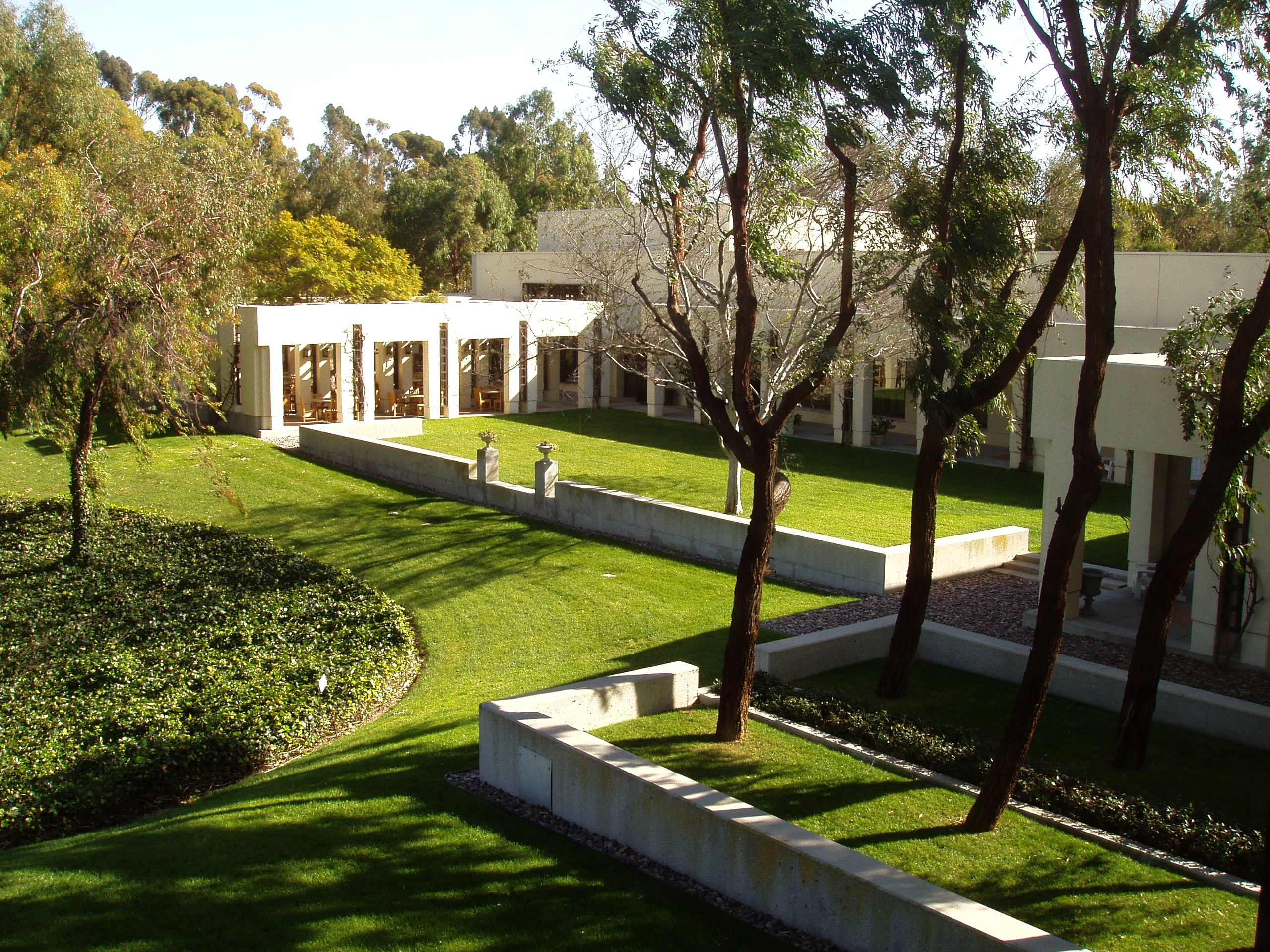
大学構内北西端に位置する全米科学アカデミーのコンファレンスセンター。（Beckman Center of the National Academies of Sciences & Engineering）

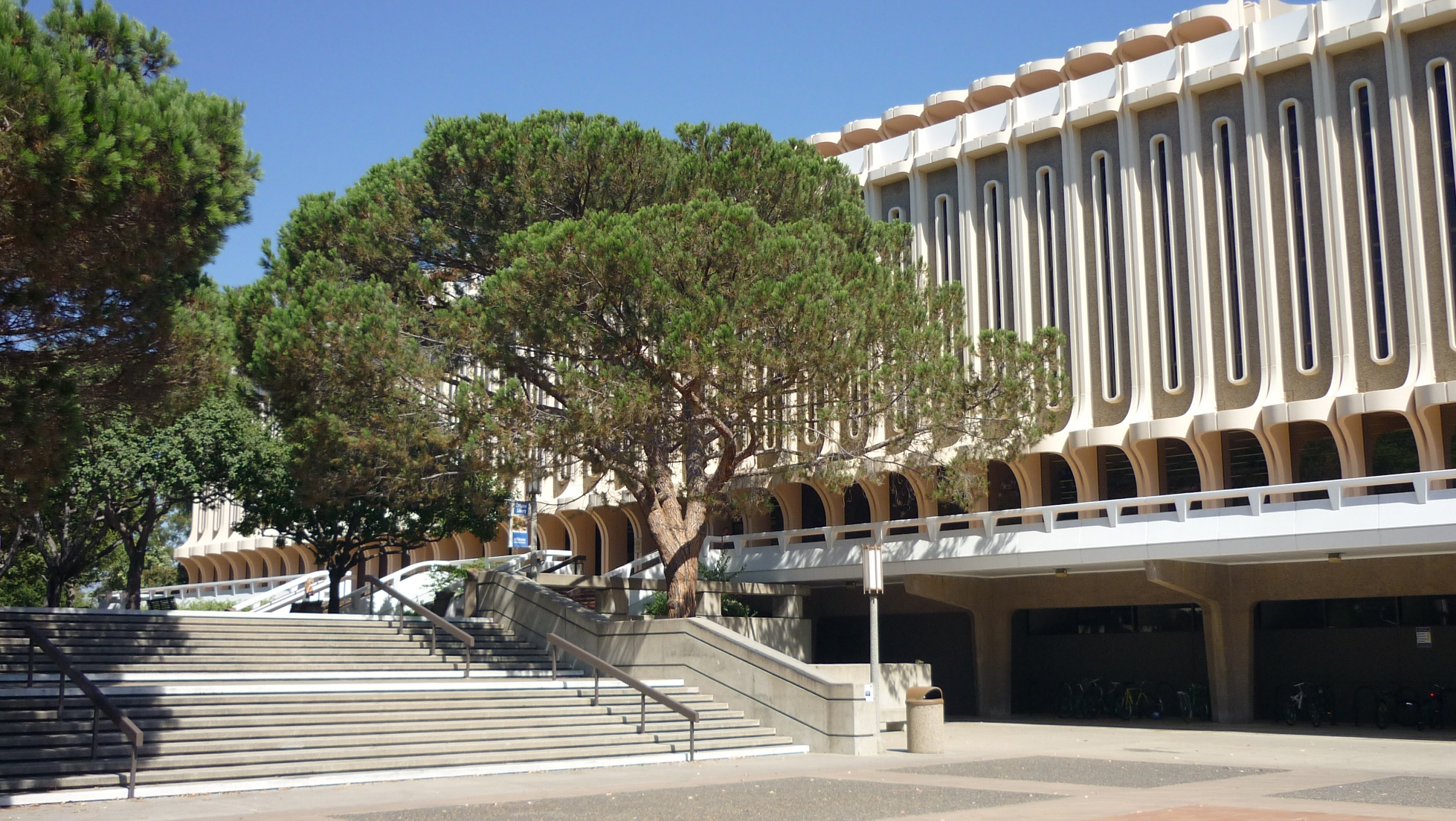
ラングソン図書館。構内各所にみられる、ウィリアム・ペレイラによる外壁モチーフ。

- 医学部(School of Medicine)付属
  - 総合病院
    - UCI Medical Center

  - クリニック・他医療施設
    - UCI Family Health Center - Anaheim
    - Gottschalk Medical Plaza - Irvine
    - UCI Medical Pavilions - Orange
    - UCI Manchester Pavilion - Orange
    - UCI Family Health Center - Santa Ana
    - Surgery Laser Clinic
    - UCI Westminster Medical Center - Westminster
- 付属図書館
  - 本キャンパス
    - Langson Library
    - Science Library

  - 医学病院付属
    - Grunigen Medical Library
- 理学部化学科
  - 250kW(最大1000MW)原子研究炉[3]
- 全米科学アカデミー
  - Beckman Center of the National Academies of Sciences & Engineering

## US NEWS主要大学院ランキング
- 文学批評理論：第1位[4]
- 行動神経科学：第5位[4]
- 犯罪学：第5位[4]
- 創作文芸：第6位[4]
- 健康管理：第9位[4]
- 有機化学：第10位[4]
- 情報システム：第11位[4]
- ドラマ映画学：第12位[4]
- 認知心理学：第13位[4]
- 神経生物学：第16位[4]
- 英語学：第22位[4]
- 化学：第26位[4]
- 社会学：第27位[4]
- コンピュータ科学：第28位[4]
- 航空宇宙工学：第29位[4]
- 心理学：第29位[4]
- 機械工学：第30位[4]
- 物理学：第30位[4]
- 医用生体工学：第30位[4]

## 主な人物

### 教職員
- ケイ赤城（芸術学、ジャズ・音楽理論教授、ピアニスト、マイルス・デイヴィス、スタンリー・タレンタイン、他）
- フランシスコ・アラヤ（生物・進化・人文学、名誉教授、元アメリカ科学振興協会会長）
- ヴォルフガング・イーザー（人文学、客員教授）
- ロバート・ガーフィアス（人類学、音楽民族学教授、旭日章受章）
- ラルフ・シセローネ（元学長・現全米科学アカデミー会長）
- 篠塚正宣（工学、土木工学学部長、名誉教授）
- ジャック・デリダ（人文学、哲学者、名誉教授、脱構築、グラマトロジーの始祖）
- 野村眞康（医学、生物化学教授、名誉教授）
- グレゴリー・ベンフォード（理学、物理学教授、フィクション作家）
- フレデリック・ライネス（理学、初代理学部長、物理学教授、ノーベル賞受賞）
- アーウィン・ローズ（医学、生理学・生物物理学教授、ノーベル賞受賞）
- フランク・シャーウッド・ローランド（理学、大気化学教授、ノーベル賞受賞）
- エリザベス・ロフタス（社会学、認知心理学教授、名誉教授、元アメリカ心理学協会会長）
- ピーター・ナヴァロ  (経済学、公共政策学教授、ホワイトハウス国家通商会議ディレクター)
- 田島俊樹 (理学、物理学教授、日本原子力研究開発機構　関西光科学研究所元所長)
- 五十嵐啓 （医学、神経科学・解剖学科、准教授）

### 出身者

#### 文学・ジャーナリズム
- ヨセフ・コミュニャカー（ジャズ詩人、ピューリッツァー賞受賞、『Neon Vernacular』）
- アリス・シーボルド（小説家、ベストセラー作『ラブリー・ボーン』）
- マイケル・シェイボン（小説家、ピューリッツァー賞・『カヴァリエ & クレイの驚くべき冒険』、『ワンダー・ボーイズ』）
- リチャード・フォード（小説家、ピューリッツァー賞、『Independence Day』、『ロック・スプリングス』）
- デイヴィッド・ベニオフ（脚本家、『25時』、『トロイ』、『ステイ』）
- エイミー・ベンダー（小説家、『私自身の見えない徴』、『燃えるスカートの少女』）
- マイケル・ラミレズ（風刺家、ピューリッツァー賞受賞）

#### メディア・芸能
- ボブ・ガントン（俳優、『ショーシャンクの空に』、『新スタートレック』、『名探偵モンク』）
- フィル・ティペット（映画特殊効果技術者・監督、『スター・ウォーズ』、『ロボコップ』、『ジュラシックパーク』、アカデミー賞を二度受賞）
- マックG（McG）（映画・CM監督、『ターミネーター4』、『チャーリーズ・エンジェル』、『The O.C.』）
- ココ・リー（歌手）
- ジョン・ロヴィッツ（俳優・コメディアン、『サタデー・ナイト・ライブ』）
- ザック・デ・ラ・ロッチャ （バンド・レイジ・アゲインスト・ザ・マシーンのボーカル、大学運営の初等教育施設で少年期を過ごす）
- キャリー・アン・イナバ（歌手、女優、ダンサー、振り付け師）

#### 政治
- ヴァン・トラン（カリフォルニア州議会下院議員、合衆国初のベトナム系アメリカ人州議員）
- ジェラミー・ハリス（元ハワイ州ホノルル市長）

#### スポーツ
- ブレイディ・アンダーソン(野球・メジャーリーグ選手、1996年に先頭打者ホームランのメジャー記録樹立）
- スティーヴ・スコット（陸上選手、アメリカ1マイル記録保持者）
- アンバー・ネベン（自転車ロードレース選手、全米ロードレースチャンピオン、Tour de l'Aude2度優勝）
- マイク・パウエル（陸上選手、走幅跳世界記録保持者、オリンピックメダリスト）
- グレゴリー・ローガニス（飛び込み選手、3期オリンピックメダリスト）
- ジョー古河（元プロ野球選手、現テキサス・レンジャーズ通訳）
- 依田政彦（元プロ野球選手）　※中退

#### 経済
- ベッツィー・マクラフリン（米国アパレル会社、Hot Topic最高経営責任者）

#### 技術
- ロイ・フィールディング（HTTP開発、Apacheソフトウェア財団 創立者の一人）
- ポール・モカペトリス（ドットコム.comや.netなどといったDomain Name System（DNS）開発者）
- ジム・ホワイトヘッド（WebDAV開発者）

### 公式ページ（英語）
- University of California, Irvine
  - Claire Trevor School of the Arts
  - School of Biological Sciences
  - The Paul Merage School of Business
  - Department of Education
  - The Henry Samueli School of Engineering
  - College of Health Sciences
  - School of Humanities
  - Donald Bren School of Information and Computer Sciences
  - School of Medicine
  - School of Physical Sciences
  - School of Social Ecology
  - School of Social Sciences
- UCI Medical Center
- UC Irvine Anteaters: Official Athletics Site

### アーバイン市について
- カリフォルニア州アーバイン市